# Fritillaria pontica
Fritillaria pontica är en liljeväxtart som beskrevs av Göran Wahlenberg. Fritillaria pontica ingår i Klockliljesläktet och i familjen liljeväxter. Inga underarter finns listade.

## Bildgalleri

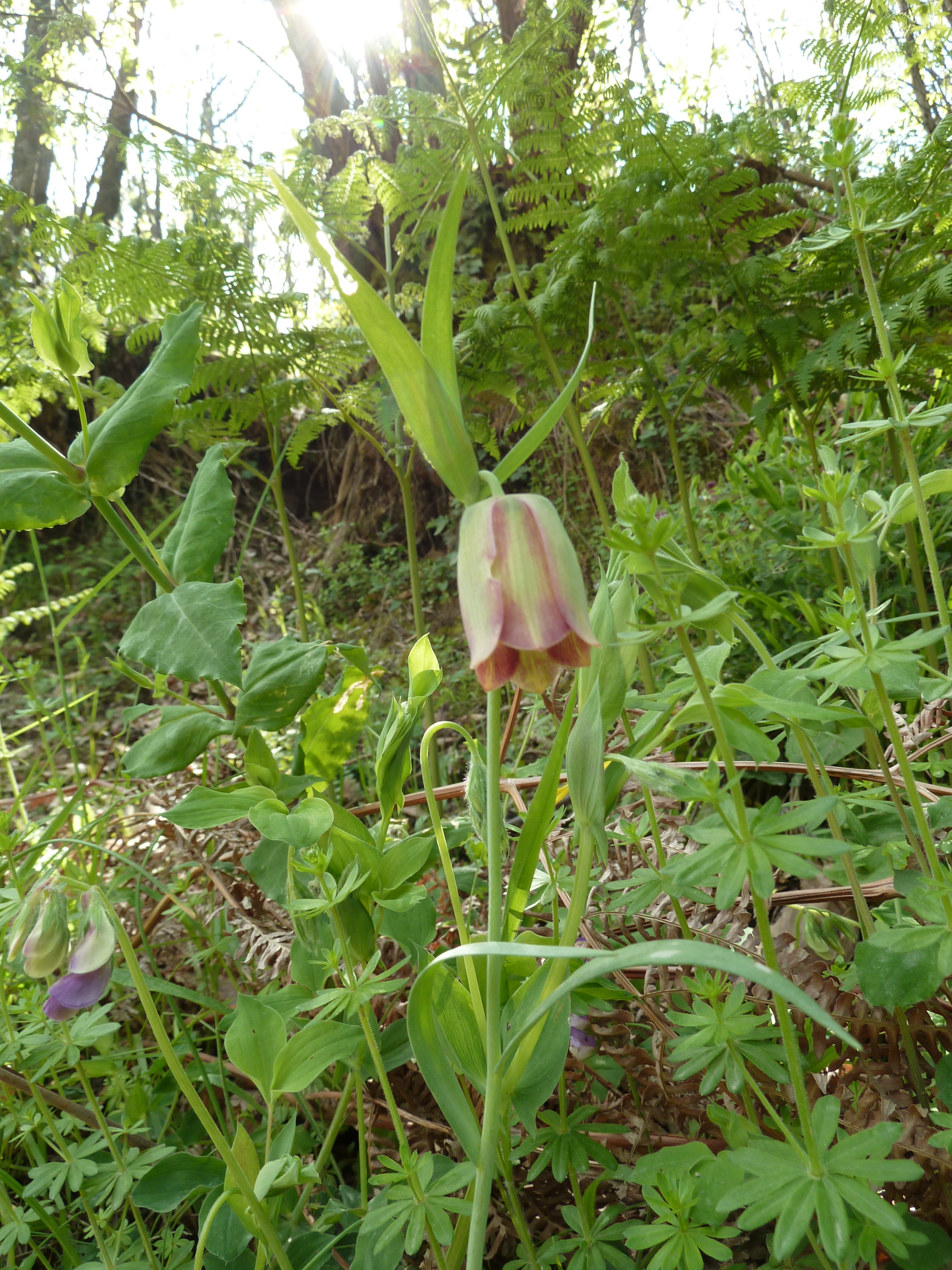
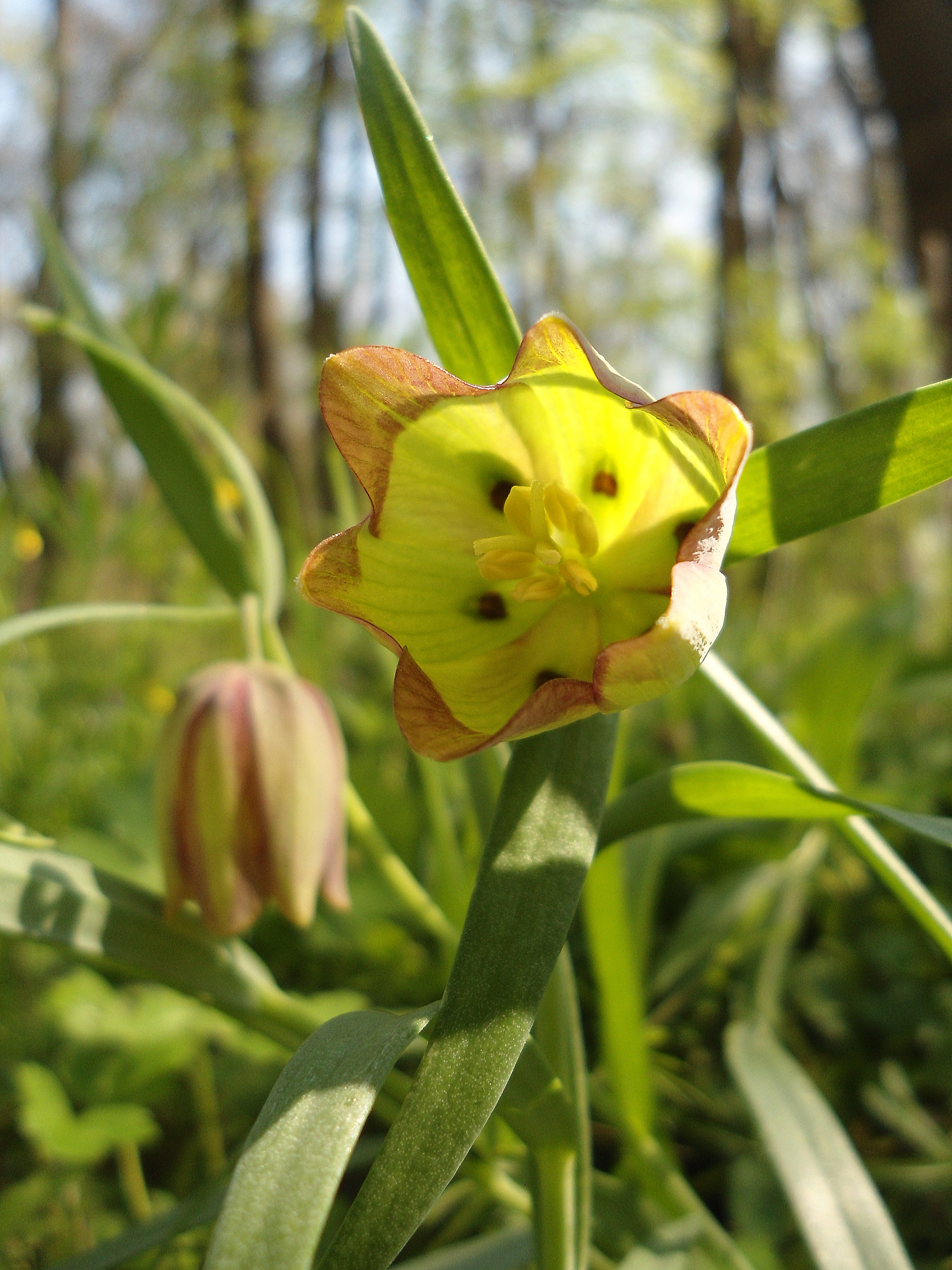